# Payable on Death
Payable on Death è il quinto album in studio del gruppo musicale statunitense P.O.D., pubblicato il 4 novembre 2003.

## Antefatti e registrazione
In seguito al successo commerciale del precedente album Satellite, i P.O.D. riscossero un importante seguito dal vivo e in radio e televisione. Il 19 febbraio 2003 il chitarrista Marcos Curiel abbandonò però il gruppo in circostanze controverse, ed entrambe le parti in causa ne fornirono spiegazioni contrastanti. Gli altri componenti espressero disappunto nei confronti della separazione del loro amico e collega, e presero in considerazione l'idea dello scioglimento, poi la accantonarono in seguito all'arrivo del nuovo chitarrista Jason Truby, ex membro del gruppo Christian metal Living Sacrifice, coinvolto nella registrazione del singolo Sleeping Awake dalla colonna sonora del film Matrix Reloaded. Col nuovo chitarrista il gruppo decise di registrare un nuovo album in studio, nella primavera del 2003.
Le registrazioni furono effettuate in gran parte a San Diego. Il cantante Sonny Sandoval spiegò al riguardo, "Siamo tornati alle origini, abbiamo riaperto un vecchio magazzino dalle nostre parti, in grado di ridarci aria di famiglia." Secondo il bassista Traa Daniels, "si è trattato di un lavoro innocente ma divertente." Nei primi mesi di registrazione il gruppo aveva a disposizione 17 tracce inedite. La formazione decise subito di intitolare il nuovo album in studio Payable on Death, significato completo del loro nome, anche come simbolo di rilancio.
Daniels dichiarò a proposito della scrittura delle nuove canzoni che il suo gruppo "voleva essere privo di ogni confine musicale" e "contare su sonorità più organiche". Il gruppo rinunciò all'uso dei Pro Tools, a favore di una registrazione più tradizionale. Il bassista confermò l'intenzione sua e dei suoi colleghi di "non essere più solo ancorato all'etichetta nu metal a noi conferita dal pubblico nei nostri primi lavori".
Il chitarrista Jason Truby sostenne di essere soddisfatto della sua partecipazione alla stesura dei testi.

## Stile musicale e testi
A differenza dei lavori precedenti, formati in gran parte da tracce nu metal e rap metal, Payable on Death presenta brani associabili a sonorità hard rock e metal tradizionali. Nel maggio 2003 il bassista dichiarò che l'album era "uscito meglio del previsto, nonostante la mancata collaborazione col precedente chitarrista."

## Tour e promozione
L'album fu anticipato dal singolo di lancio Will You, accompagnato da un video musicale, seguito da Change the World.
Secondo Sandoval, i Metallica chiesero ai P.O.D. di affiancarli nel 2003 al Summer Sanitarium Tour, ma il progetto fu interrotto da alcuni impegni dei secondi. Gli furono fatte offerte simili anche nell'anno successivo. I P.O.D. si esibirono per la prima volta col nuovo chitarrista il 30 agosto 2003 a Morrison (Colorado), e presero parte ad alcuni concerti nei mesi successivi, tra cui il Voodoo Music Experience a New Orleans, ad Halloween. Si esibirono anche alla Spike TV a Las Vegas, il 2 dicembre dello stesso anno. e al concerto KROQ Almost Acoustic Christmas.
Nei primi mesi del 2004 i P.O.D. affiancarono i Linkin Park nel tour promozionale statunitense dell'album Meteora. In seguirono si esibirono insieme a Blindside, Lacuna Coil e New Found Glory. Il gruppo dovette però cancellare un'esibizione a Columbus (Ohio), per un incidente avvenuto giorni prima al cantante. In estate si presentarono comunque al Cornerstone Festival, e ad agosto allo Street Scene a San Diego, per poi ritirarsi per la registrazione del successivo album in studio Testify.

## Pubblicazione
Alcune settimane dopo l'annuncio della lista tracce ufficiale, nel 2003 il singolo di lancio fu reso disponibile online. Il primo milione di copie di Payable on Death comprendeva un DVD bonus eseguibile su PlayStation 2, con un documentario di 50 minuti intitolato Inside P.O.D. Culture e un livello demo del videogioco Amplitude. Il livello permetteva ai giocatori di remixare una canzone inedita del gruppo, intitolata Space.
Il materiale aggiuntivo suggeriva il maggior costo del nuovo album rispetto ad altri convenzionali, e fu considerato dal giornalista del New York Times Chris Nelson come "una prova dei ripetuti tentativi delle etichette discografiche di attirare ancora i consumatori", in risposta alla crescente diffusione della musica peer-to-peer.

### Edizione DualDisc
Payable on Death fu inserita in una lista di 15 pubblicazioni DualDisc, testate a Boston e Seattle. Il DualDisc aveva su un lato l'edizione standard, sull'altro materiale bonus.
La versione DualDisc fu poi ripubblicata con alcune differenze di design e packaging.

### Copertina
La copertina del disco è stata disegnata e dipinta dall'artista ispanico Daniel Martin Diaz. Nonostante quest'ultimo si sia dichiarato cattolico praticante, alcuni cristiani considerarono negativo il significato della copertina, e come già fatto prima col precedente album The Fundamental Elements of Southtown, l'85 per cento dei negozi cristiani si rifiutarono di rendere disponibile il disco. Il cantante Sonny Sandoval rispose al fatto dichiarando di non avere alcun interesse per la vicenda, anche per i buoni risultati di vendite ugualmente ottenuti dal nuovo lavoro del suo gruppo.

## Accoglienza
La stampa specializzata diede a Payable on Death giudizi vari e misti, e Metacritic gli conferì un punteggio di 54/100. Lo stile chitarristico di Truby fu considerato più duro e tecnico rispetto a quello di Curiel. Il critico di AllMusic Matt Collar lo ritenne un "lavoro più oscuro rispetto a quelli precedenti", ma notò anche che "Truby ha meno carisma di Curiel, ed è meno capace di definire l'identità musicale del gruppo. Si tratta però di un disco in grado di accontentare i fan, nonostante la mancanza degli spunti nu metal che hanno reso celebre il precedente lavoro Satellite." Neil Drumming di Entertainment Weekly sostenne che "tutte le tracce sono contraddistinte dall'alternanza di strofe melodiche prevedibili, ritornelli urlati, chitarre distorte e didattica sociale priva di fascino." Giudizi negativi simili furono espressi da recensioni sulle riviste musicali Blender e Rolling Stone.

## Successo commerciale
Dopo aver venduto 106,000 copie nella sua prima settimana di uscita, Payable on Death debuttò al nono posto della classifica Billboard 200, anche per via della popolarità conseguita dal singolo Will You. Il gruppo girò anche un video per il successivo Change the World, andato in onda su Fuse TV.
Payable on Death è stato premiato dalla RIAA con un disco d'oro, e a metà del 2004 ha venduto a livello mondiale 1,3 milioni di copie.

## Tracce
1. Wildfire – 3:15
2. Will You – 3:47
3. Change the World – 3:03
4. Execute the Sounds – 3:01
5. Find My Way – 3:09
6. Revolution – 3:25 – con Phil Keaggy
7. The Reasons – 3:44
8. Freedom Fighters – 4:12
9. Waiting on Today – 3:05
10. I And Identify – 3:15
11. Asthma – 4:01
12. Eternal – 6:20 – con Phil Keaggy

## Formazione
- Paul "Sonny" Sandoval - voce
- Jason Truby - chitarra
- Mark "Traa" Daniels - basso
- Noah "Wuv" Bernardo - batteria

Altri musicisti
- Phil Keaggy - voce (tracce 6 e 12)